# هيرفوي ميليتشفيتش
هيرفوي ميليتشفيتش (بالكرواتية: Hrvoje Miličević)‏ هو لاعب كرة قدم كرواتي في مركز الوسط، ولد في 20 أبريل 1993 في موستار في البوسنة والهرسك. شارك مع منتخب كرواتيا تحت 19 سنة لكرة القدم ومنتخب كرواتيا تحت 21 سنة لكرة القدم. أما مع النوادي، فقد لعب مع زرينيسكي موستار ونادي بيسكارا.

## وصلات خارجية
- هيرفوي ميليتشفيتش على موقع الاتحاد الأوربي (الإنجليزية)
- هيرفوي ميليتشفيتش على موقع اتحاد كرواتيا (الكرواتية)
- هيرفوي ميليتشفيتش على موقع قاعدة بيانات كرة القدم.إي يو (الإنجليزية)
- هيرفوي ميليتشفيتش على موقع ناشيونال فوتبول تيمز (الإنجليزية)
- هيرفوي ميليتشفيتش على موقع Soccerway.com (الإنجليزية)
- هيرفوي ميليتشفيتش على موقع عالم كرة القدم.نت (الإنجليزية)